# Кустарёвский сельский округ
Кустарёвский се́льский о́круг — административно-территориальная единица на территории Сасовского района Рязанской области.
Административный центр — посёлок Кустарёвка.

## История
Законом Рязанской области от 07.10.2004 № 96-ОЗ на территории сельского округа было образовано новое муниципальное образование — Кустарёвское сельское поселение с сохранением административного центра в посёлке Кустарёвка.

## Административное устройство
В состав Кустарёвского сельского округа входит один населённый пункт — посёлок Кустарёвка.